# Liste der Weihbischöfe in Naumburg
Die Liste der Weihbischöfe in Naumburg nennt die Weihbischöfe des Bistums Naumburg. Sie waren dem Naumburger Bischof zur Seite gestellt. Als Titularbischöfe wurden sie vielfach auf ein nicht mehr existierendes Bistum geweiht.
| Name                         | Amtszeit       | Anmerkung |
| ---------------------------- | -------------- | --- |
| Gerung                       | 1162 oder 1168 | Abt von Kloster Bosau, später Bischof von Meißen                                                                                |
| Konrad von Krosigk           | 1216–1218      | aus der Familie von Krosigk, resignierter Bischof von Halberstadt                                                               |
| Berthold                     | 1219           | Resignierter Bischof von Naumburg                                                                                               |
| Wilhelm                      | 1223           | Bischof von Havelberg |
| Gottfried                    | 1227           | |
| Friedrich von Torgau         | 1268           | Ministerialengeschlecht von Torgau, Bischof von Merseburg                                                                       |
| Friedrich de Haseldorfe      | 1268           | Bischof von Karelien, postulierter Bischof von Dorpat                                                                           |
| Christian                    | 1268           | Bischof von Litauen, † 9. Februar 1271                                                                                          |
| Incelerius                   | 1286–1294      | Titularbischof von Budua, in der Diözese Würzburg zwischen 1277 und 1299 als Weihbischof tätig                                  |
| Aegidius                     | 1334           | |
| Heinrich von Kirchberg       | 1344           | Sohn des Burggrafen Otto I. von Kirchberg                                                                                       |
| Heinrich von Apolda          | 1345           | Titularbischof von Lepanto bzw. Naupactos, Koadjutor des Bischofs von Halberstadt zwischen 1330 und 1349, † vor 3. Februar 1364 |
| Rudolf von Stolberg          | 1352           | Titularbischof von Constantia in Phoenicia, nicht aus der Grafenfamilie, † 27. August 1372                                      |
| Johannes                     | 1355           | Titularbischof von Bersaba |
| Nikolaus                     | 1374–1375      | Titularbischof von Maieria, später Bischof von Lübeck, dann Meißen                                                              |
| Kunemund                     | 1390           | Titularbischof von Dionysien |
| Nikolaus                     | 1393           | |
| Lupold                       | 1393           | Titularbischof von Lepanto bzw. Naupactos                                                                                       |
| Johannes                     | 1410           | Titularbischof von Budua |
| Johannes                     | 1417           | |
| Nikolaus                     | 1424           | |
| Gerhard                      | 1434–1435      | Titularbischof von Salona |
| Nikolaus Wagomay             | 1440           | Titularbischof von Majo |
| Nikolaus Arnoldi von Wechmar | nach 1443      | Titularbischof von Byblos |
| Johannes Valtemplini         | 1457           | Titularbischof von Melos |
| Nikolaus Lange               | 1460–1479      | Titularbischof von Melos |
| Friedrich Maellerstadt       | 1463           | benannt nach Mellrichstadt, möglicherweise ohne Ernennung                                                                       |
| Andreas Gräfe von Arnstete   | 1479           | auch Comitis de Arnstedt, vermutlich aus Erfurter Patrizierfamilie, Titularbischof von Cytrum                                   |
| Heinrich Kratz               | 1483–1487      | Titularbischof von Callipolis                                                                                                   |
| Johannes Fischer             | 1492–1507      | Titularbischof von Melos, Grab in der Paulinerkirche von Leipzig                                                                |
| Bartholomäus Höne            | 1510–1518      | Titularbischof von Callipolis, auch Weihbischof in Meißen                                                                       |
| Paul Huthen                  | 1522           | Titularbischof von Askalon, Weihbischof in Würzburg                                                                             |